# Mohammadszahr
Mohammadszahr (perski: محمدشهر) – miasto w Iranie, w ostanie Alborz. W 2006 roku miasto liczyło 83 126 mieszkańców w 21 071 rodzinach.